# Yamada Kōsaku

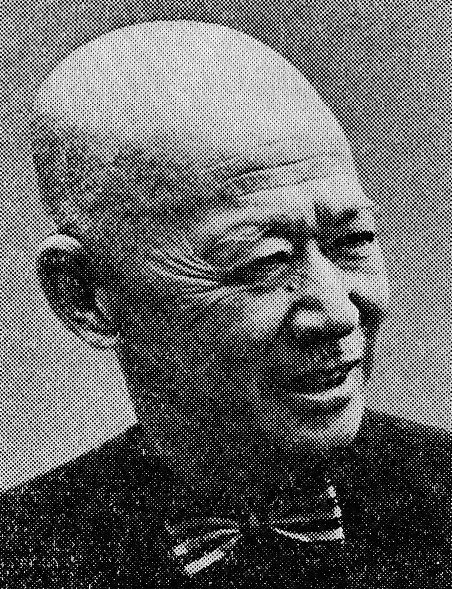
Yamada Kōsaku

Yamada Kōsaku, auch Kósçak Yamada (japanisch 山田 耕筰, Yamada Kōsaku; * 9. Juni 1886 in Tokio; † 29. Dezember 1965 ebenda) war ein japanischer Komponist und Dirigent. Er gilt als Pionier klassischer Instrumentalmusik in Japan und war einer der ersten japanischen Opern- und Symphoniekomponisten.

## Leben

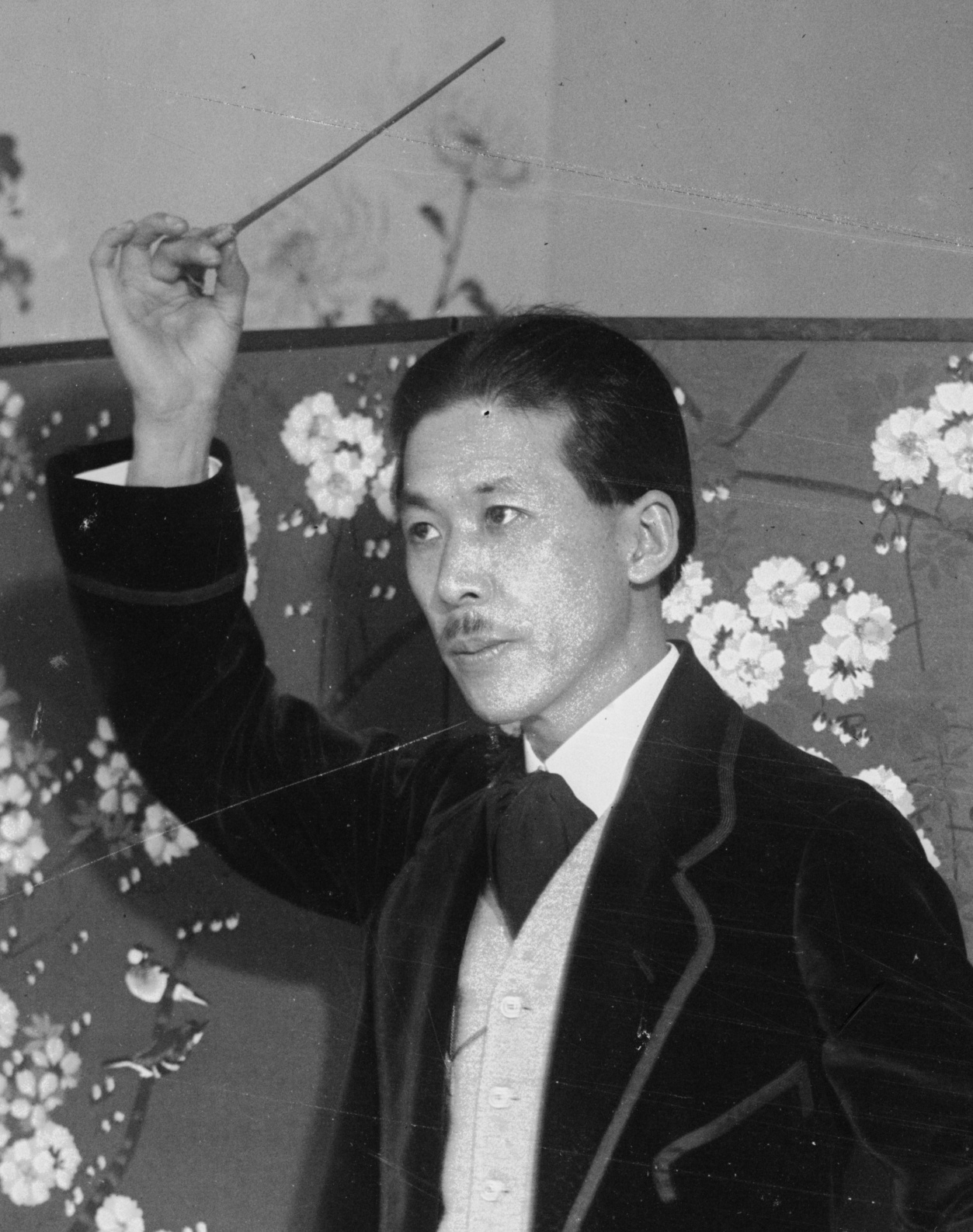
1915–1920

Yamada studierte bis 1908 Gesang und Musiktheorie bei August Junker in Tokio und bis 1914 an der Preußischen Akademie der Künste Komposition bei Max Bruch. Neben seiner kompositorischen Tätigkeit trat er international als Dirigent auf. Er gründete 1920 die Japanische Musiktheater-Gesellschaft, 1925 die Japanische Symphonieorchester-Gesellschaft und engagierte sich im internationalen Austausch durch die Musik. – 1936 nahm er an dem Kunstwettbewerb anlässlich der Olympischen Spiele in Berlin mit der Komposition eines Marsches teil. Sein Beitrag wurde jedoch nicht prämiert.
Yamada komponierte acht Opern (u. a. Kurofune), fünf Sinfonien und sechs sinfonische Dichtungen, drei „Tanzpoesien“, eine Orchestersuite, Chorwerke, Lieder – sein Lied „Rote Libelle“ (jap. „Akatombo“: Text von Miki Rofū) ist u. a. durch seine Vermittlung im Musikunterricht an japanischen Schulen landesweit bekannt – und Klavierstücke sowie einige Filmmusiken (u. a. für „Die Tochter des Samurai“ von Arnold Fanck und Itami Mansaku, 1937). Er war stilistisch von der europäischen Spätromantik beeinflusst, verwendete aber japanische Melodik. Sein Gesamtwerk umfasst mehr als 1.600 Arbeiten. Er wurde 1940 für sein sinfonisches Werk mit dem Asahi-Preis ausgezeichnet.
Ab seinem Aufenthalt und Studium in Berlin (1910–13) verwendete er den Namen Kósçak Yamada, da die Transliteration von Kosaku wie Italienisch cosa („was; Ding“) und Deutsch „Kuh“ klingt, während Kósçak mit dem französischen Digraphen sç für ein stimmloses s und dem fehlenden u der japanischen Originalaussprache näher kommt. Darüber trug er damit der westlichen Gepflogenheit Rechnung, den Vornamen vor den Familiennamen zu stellen.
1954 wurde Yamada als Person mit besonderen kulturellen Verdiensten geehrt und 1956 mit dem Kulturorden ausgezeichnet.

## Werke (Auswahl)
- Reisho, 1909
- Variationen für Klavier, 1912
- Ouvertüre D-Dur, 1912
- Die Herbstfeier für Chor und Orchester, 1912
- Hochzeitsklange, 1913
- Ochitaru Tennyo, 1913
- Alladine et Palomides, 1913
- Shichinin no Ōjo, 1913–16
- Ayame, 1931
- Kurofune („Die schwarzen Schiffe“), Oper, 1940
- Oake, Oper, 1940
- Hsiang Fei, Oper, 1946
- Karatachi no Hana für Stimme und Klavier
- Kono Michi für Stimme und Klavier
- Akatombo für Stimme und Klavier